# College Humor
College Humor (Brasil: Mocidade e Farra / Portugal: Alegria de Estudantes) é um filme estadunidense de 1933, do gênero comédia musical, dirigido por Wesley Ruggles e estrelado por Bing Crosby e Jack Oakie. Segundo trabalho de Crosby na Paramount, o filme deu a ele um de seus maiores sucessos: Learn to Croon, de Arthur Johnston e Sam Coslow.
O título referencia uma revista de humor popular na época. Já a ação, esta passa-se em uma instituição de ensino, que, segundo o historiador John Douglas Eames, é o segundo cenário preferido pelo estúdio, sendo Paris o primeiro...

## Sinopse
O professor Frederick Danvers cai de amores pela aluna Barbara Shirrel, que é disputada também pelo herói do futebol Mondrake. Este não consegue mais concentrar-se nos jogos e prejudica a equipe. Porém, Barney, o irmão de Barbara, entende do assunto e dispõe-se a ajudar.

## Elenco
| Ator/Atriz    | Personagem                  |
| ------------- | --------------------------- |
| Bing Crosby   | Professor Frederick Danvers |
| Jack Oakie    | Barney Shirrel              |
| Richard Arlen | Mondrake                    |
| Mary Carlisle | Barbara Shirrel             |
| George Burns  | George                      |
| Gracie Allen  | Gracie                      |
| Mary Kornman  | Amber Davis                 |